# 나를 쏘다
《나를 쏘다》 대한민국의 2부작 드라마이다. tvN x TVING 드라마 공동 프로젝트이다.

## 기획 의도
꿈과 가족을 지키고 싶어서 승부 조작을 했던 고등학생 천재 사격선수, 7년 후 다시 복귀를 꿈꾼다

## 제작진

### 제작사
- 스튜디오드래곤

- 네오엔터테인먼트

### 연출
- 조은솔

### 극본
- 정지연

## 스트리밍 일정
| 스트리밍 | 기간            | 업로드 본방송 시간 | 비고 |
| -------- | --------------- | ------------------ | ---- |
| TVING    | 2023년 7월 13일 | 오후 4시           |      |

## 출연진

### 주요 인물
- 배강희 : 박규정 역
- 한수아 : 이다운 역
- 성동일 : 이재건 역
- 이기택 : 석시윤 역

### 주변 인물
- 윤여원 : 박규태 역
- 이지훈 : 석준임 역
- 장성윤 : 김여진 역
- 박리원 : 서주현 역
- 정경호 : 하강산 역